# Janas (Schiff)
Die Janas ist ein RoPax-Schiff der italienischen Reederei Tirrenia.

## Geschichte
Die Fähre wurde für Tirrenia von der italienischen Werft Fincantieri gebaut. Die Kiellegung des Schiffes erfolgte am 15. Februar 2001, der Stapellauf am 22. September 2001. Das Schiff wurde im April 2002 abgeliefert und anschließend in Dienst gestellt. Zur Zeit  bedient sie die Routen zwischen Genua und Porto Torres.

## Ausstattung
An Bord der Janas gibt es verschiedene Restaurants und Vergnügungsmöglichkeiten, wie zum Beispiel ein Kino.
Ebenfalls bietet das Schiff Kabinen und Schlafsessel für die Unterbringung der Passagiere.

## Schwesterschiffe
Die Janas hat zwei Schwesterschiffe, die Athara von Tirrenia und die Moby Ale Due von Moby Lines.